# Tiền lương

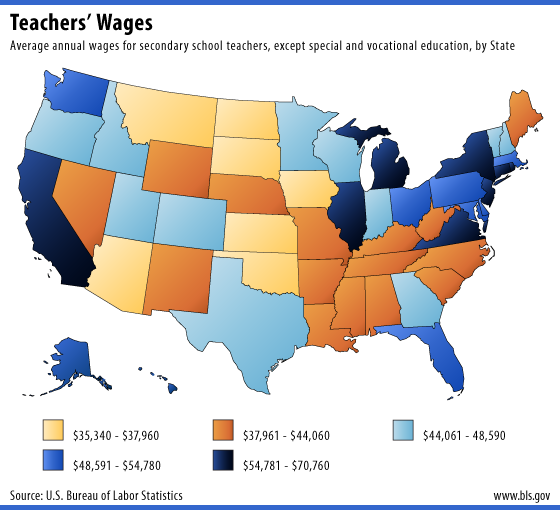
So sánh tiền lương giáo viên theo bang ở Hoa Kỳ

Tiền lương là sự trả công hoặc thu nhập mà có thể biểu hiện bằng tiền và được ấn định bằng thoả thuận giữa người sử dụng lao động và người lao động, hoặc bằng pháp luật, pháp quy Quốc gia, do người sử dụng lao động phải trả cho người lao động theo hợp đồng lao động cho một công việc đã thực hiện hay sẽ phải thực hiện, hoặc những dịch vụ đã làm hoặc sẽ phải làm.
Số tiền thù lao trả cho người lao động theo định kỳ, thường là hàng tháng. Các tổ chức kinh tế, doanh nghiệp, người thuê lao động trả công cho người lao động (công nhân viên chức) theo số lượng và chất lượng lao động họ đã đóng góp. Mức tiền lương sẽ khác nhau giữa các ngành nghề khác nhau do người lao động cung cấp giá trị lao động khác nhau. Mức tiền lương cũng phụ thuộc vào nơi thuê lao động và nhu cầu. Nếu nhu cầu về lao động cao thì tiền lương sẽ có xu hướng tăng. Ngược lại, tiền lương sẽ có xu hướng giảm ở nơi thừa lao động. Tiền lương của người lao động tại một số quốc gia cũng chêch lệch nếu giới tính, chủng tộc của họ khác nhau.
Ở Pháp sự trả công được hiểu là tiền lương, hoặc lương bổng cơ bản, bình thường hay tối thiểu và mọi thứ lợi ích, phụ khoản khác, được trả trực tiếp hay gián tiếp bằng tiền hay hiện vật mà người sử dụng lao động trả cho người lao động theo việc làm của người lao động.
Ở Đài Loan, tiền lương chỉ mọi khoản thù lao mà người công nhân nhận được do làm việc, bất luận là lương bổng, phụ cấp, tiền thưởng hoặc dùng mọi danh nghĩa khác để trả cho họ theo giờ, ngày, tháng, theo sản phẩm
Ở Việt Nam, hiện nay có sự phân biệt các yếu tố trong tổng thu nhập của người lao động từ công việc: Tiền lương (dụng ý chỉ lương cơ bản), phụ cấp và phúc lợi. Theo quan điểm cải cách tiền lương năm 1993, tiền lương là giá cả sức lao động, được hình thành qua sự thoả thuận giữa người sử dụng lao động và người lao động phù hợp với quan hệ cung cầu về sức lao động trên thị trường quyết định và được trả cho năng suất lao động, chất lượng và hiệu quả công việc. Tại Điều 90 của Bộ Luật Lao động 2012 và Bộ Luật Lao động 2019 đều quy định tiền lương là khoản tiền mà người sử dụng lao động trả cho người lao động để thực hiện công việc theo thỏa thuận, bao gồm mức lương theo công việc hoặc chức danh, phụ cấp lương và các khoản bổ sung khác. Trong đó, Bộ luật lao động 2019 đã quy định một số điểm mới về vấn đề tiền lương giữa người lao động và người sử dụng lao động.

## Lịch sử

### Lương đầu tiên
Suy luận cho rằng tiền lương đầu tiên được sử dụng trong một ngôi làng hoặc thành phố trong thời kỳ Đồ đá mới vào khoảng năm 10.000 trước công nguyên và  năm 6.000 trước công nguyên. Khi đó họ giao dịch bằng nhiều hình thức khác thay vì trả tiền mặt như hiện nay. Thời vua Artaxerxes I của Ba Tư (550 TCN đến 450 TCN) họ giao dịch với nhau thông qua việc sản xuất muối.

### Salarium
Chữ Latin  salarium  có nghĩa liên quan đến việc làm, muối, và binh lính, nhưng liên kết chính xác không phải là rất rõ ràng. Lý thuyết phổ biến hiện nay cho rằng chữ người lính hay binh lính, mà tiếng Anh viết là Soldat,  chính là từ chữ Latin sal dare (đưa muối).
Các Salarium ở Roma được trả khi họ buôn muối, họ đã được hưởng tiền trợ cấp từ nhà Vua để mua muối.

### Đế chế La Mã, thời trung cổ và thời kỳ tiền công nghiệp ở châu Âu
Các salarium trả cho binh lính La Mã đã được định nghĩa là một hình thức làm việc cho thuê trong thế giới phương Tây và đã dẫn đến các biểu hiện như "muối có giá trị như một người".
Trong Đế chế La Mã hay (sau này) thời trung cổ và tiền công nghiệp châu Âu và nó thuộc về buôn bán thuộc địa, việc làm công ăn lương, dường như đã được tương đối hiếm gặp và hầu hết là giới hạn trong giới công chức và vai trò vị thế cao hơn, đặc biệt là việc phục vụ cho nhà Vua. Vai trò như thế đã được phần lớn trả công bằng việc cung cấp chỗ ở, thực phẩm, và màu sơn quần áo (tức là, "thực phẩm, quần áo, và nơi trú ẩn" trong thành ngữ hiện đại), nhưng tiền mặt cũng được trả tiền. Nhiều triều thần, chẳng hạn như valets de chambre lượng hàng năm, các tòa án thời trung cổ muộn đã được trả, đôi khi bổ sung bằng tiền cực lớn nếu không thể đoán trước.
Ở đầu kia của quy mô xã hội, những người trong nhiều hình thức của việc làm hoặc không nhận được lương, như với chế độ nô lệ (mặc dù nhiều người nô lệ được trả một số tiền ít nhất), chế độ nông nô, và nô lệ kèo, hoặc chỉ nhận được một phần nhỏ của những gì được sản xuất, như với mùa màng. Mô hình thay thế thông thường khác của công trình bao gồm việc tự, hợp tác xã, như với các bậc thầy trong nghệ nhân phường hội, những người thường xuyên đã hưởng lương trợ lý, hoặc làm việc của công ty và quyền sở hữu, như với các trường đại học thời trung cổ và các tu viện.

### Cuộc Cách mạng thương mại
Trong những năm 1520 đến năm 1650, sau đó quá trình công nghiệp hóa ở thế kỷ 18, 19. Nhiều người không được hưởng lương bằng tiền mặt, thay vì đó họ được trả lương một giờ làm hoặc một ngày làm cho mỗi đơn vị sản phẩm (còn gọi là phôi).

## Bản chất
Theo quan điểm của Chủ nghĩa Mác - Lênin, tiền lương là một phần thu nhập quốc dân biểu hiện bằng tiền mà người lao động nhận được để bù đắp cho lao động đã bỏ ra tuỳ theo số lượng và chất lượng của người lao động đó. Như vậy tiền lương là một phần giá trị mới sáng tạo ra được phân phối cho người lao động để tái sản xuất sức lao động của mình. Vì người lao động trong quá trình tham gia sản xuất phải hao phí một lương sức lao động nhất định và sau đó phải được bù đắp bằng việc sử dụng tư liệu tiêu dùng.
Tiền lương dưới CNXH là một bộ phận của thu nhập quốc dân được Nhà nước phân phối cho người lao động vì thế nó chịu ảnh hưởng của một loạt nhân tố: Trình độ phát triển sản xuất, quan hệ giữa tích luỹ và tiêu dùng trong từng thời kỳ và chính sách của Nhà nước thực hiện các nhiệm vụ kinh tế chính trị trong thời kỳ đó. Như vậy tiền lương của người lao động còn phụ thuộc vào hoàn cảnh kinh tế xã hội của Đất nước. Một nền kinh tế còn nghèo nàn lạc hậu, các phương tiện sản xuất chưa tiên tiến, trình độ lao động chưa cao, hiệu quả sản xuất kinh doanh còn thấp thì tiền lương chưa thể cao được. Mặt khác, lúc đó thu nhập quốc dân chưa đủ để đáp nhu cầu cao về tiền lương của toàn xã hội. Như ta biết thu nhập quốc dân phụ thuộc vào hai yếu tố đó là: Số lượng lao động trong khu vực sản xuất vật chất và năng suất lao động bình quân của khối sản xuất vật chất. Vì vậy, tiền lương chỉ được tăng lên trên cơ sở tăng số lượng lao động trong khu vực sản xuất và tăng năng suất lao động của khối này.

## Chức năng

### Về phương diện xã hội
Trong bất cứ chế độ xã hội nào, tiền lương cũng thực hiện chức năng kinh tế cơ bản của nó là đảm bảo tái sản xuất sức lao động cho xã hội.Tuy nhiên mức độ tái sản xuất mở rộng cho người lao động và cách tính, cách trả tiền lương trong mỗi chế độ là khác nhau. Người lao động tái sản xuất sức lao động của mình thông qua các tư liệu sinh hoạt nhận được từ khoản tiền lương của họ. Để tái sản xuất sức lao động tiền lương phải đảm bảo tiêu dùng cá nhân người lao động và gia đình họ. Để thực hiện chính sách này trong công tác tiền lương phải:
- Nhà nước phải định mức lương tối thiểu; mức lương tối thiểu phải đảm bảo nuôi sống gia đình và bản thân họ. Mức lương tối thiểu là nền tảng cho chính sách tiền lương và việc trả lương cho các doanh nghiệp, bởi vậy nó phải được thể chế bằng pháp luật buộc mọi doanh nghiệp khi sử dụng lao động phải thực hiện. Mức lương tối thiểu được ấn định theo giá linh hoạt, đảm bảo cho người lao động làm việc đơn giản nhất trong điều kiện lao động bình thường bù đắp sức lao động giản đơn và một phần tích luỹ tái sản xuất sức lao động mở rộng và làm căn cứ để tính các mức lương cho các loại lao động khác.
- Mức lương cơ bản khác: Được xác định trên cơ sở mức giá hàng vật phẩm tiêu dùng trong từng trường hợp một, bởi vậy khi giá cả có biến động, đặc biệt khi tốc độ lạm phát cao phải điều chỉnh tiền lương phù hợp để đảm bảo đời sống của người lao động

### Về phương diện kinh tế
Tiền lương là một đòn bẩy kinh tế có tác dụng kích thích lợi ích vật chất đối với người lao động làm cho họ vì lợi ích vật chất của bản thân và gia đình mình mà lao động một cách tích cực với chất lượng kết quả ngày càng cao.
Để trở thành đòn bẩy kinh tế, việc trả lương phải gắn liền với kết quả lao động, tổ chức tiền lương phải nhằm khuyến khích người lao động nâng cao năng xuất, chất lượng và hiệu quả lao động. Làm nhiều hưởng nhiều, làm ít hưởng ít, không làm không hưởng. Bội số của tiền lương phải phản ánh đúng sự khác biệt, trong tiền lương giữa loại lao động có trình độ thấp nhất và cao nhất được hình thành trong quá trình lao động

## Vai trò

### Về mặt kinh tế
Tiền lương đóng vai trò đặc biệt quan trọng, quyết định trong việc ổn định và phát triển kinh tế gia đình. Nếu tiền không đủ trang trải, mức sống của người lao động bị giảm sút, họ phải kiếm thêm việc làm ngoài doanh nghiệp như vậy có thể làm ảnh hưởng kết quả làm việc tại doanh nghiệp. ngược lại nếu tiền lương trả cho người lao động lớn hơn hoặc bằng mức lương tối thiểu thì sẽ tạo cho người lao động yên tâm, phấn khởi làm việc, dồn hết khả năng và sức lực của mình cho công việc vì lợi ích chung và lợi ích riêng, có như vậy dân mới giàu, nước mới mạnh

### Về chính trị xã hội
Có thể nói tiền lương là một nhân tố quan trọng tác động mạnh mẽ nhất, nếu như tiền lương không gắn chặt với chất lượng, hiệu quả công tác, không theo giá trị sức lao động thì tiền lương không đủ đảm bảo để sản xuất, thậm chí tái sản xuất giản đơn sức lao động đã làm cho đời sống của đại bộ phận của người lao động, không khuyến khích họ nâng cao trình độ nghiệp vụ, trình độ tay nghề. Vì vậy, tiền lương phải đảm bảo các yếu tố cấu thành để đảm bảo nguồn thu nhập, là nguồn sống chủ yếu của người lao động và gia đình họ là điều kiện để người lao động hưởng lương hoà nhập vào thị trường lao xã hội.
Để sử dụng đòn bẩy tiền lương đối với người lao động đòi hỏi công tác tiền lương trong doanh nghiệp phải đặc biệt coi trọng.
Tổ chức tiền lương trong doanh nghiệp được công bằng và hợp lý sẽ tạo ra hoà khí cởi mở giữa những người lao động, hình thành khối đoàn kết thống nhất, trên dưới một lòng, một ý chí vì sự nghiệp phát triển và vì lợi ích bản thân họ.
Chính vì vậy mà người lao động tích cực làm việc bằng cả lòng nhiệt tình, hăng say và họ có quyền tự hào về mức lương họ đạt được.
Ngược lại, khi công tác tổ chức tiền lương trong doanh nghiệp thiếu tính công bằng và hợp lý thì không những nó sẽ sinh ra những mâu thuẫn nội bộ thậm chí khá gay gắt đối với người lao động với nhau, với những người lao động với cấp quản trị, cấp lãnh đạo doanh nghiệp, mà có lúc còn có thể gây ra sự phá ngầm dẫn đến sự phá hoại ngầm dẫn những đến sự lãng phí to lớn trong sản xuất. Vì vậy, với nhà quản trị doanh nghiệp, một trong những công việc cần được quan tâm hàng đầu là phải theo dõi đầy đủ công tác tiền lương, thường xuyên lắng nghe và phát hiện kịp thời những ý kiến bất đồng hoặc những mâu thuẫn có khả năng xuất hiện trong phân phối tiền lương, tiền thưởng của người lao động qua đó có sự điều chỉnh thoả đáng hợp lý

## Ý nghĩa của tiền lương
Tiền lương là yếu tố cơ bản để quyết định thu nhập tăng hay giảm của người lao động, quyết định mức sống vật chất của người lao động làm công ăn lương trong doanh nghiệp. Vì vậy để có thể trả lương một cách công bằng chính xác, đảm bảo quyền lợi cho người lao động thì mới tạo ra sự kích thích, sự quan tâm đúng đắn của người lao động đến kết quả cuối cùng của doanh nghiệp. Có thể nói hạch toán chính xác đúng đắn tiền lương là một đòn bẩy kinh tế quan trọng để kích thích các nhân tố tích cực trong mỗi con người, phát huy tài năng, sáng kiến, tinh thần trách nhiệm và nhiệt tình của người lao động tạo thành động lực quan trọng của sự phát triển kinh tế.
Mặt khác, tiền lương là một trong những chi phí của doanh nghiệp hơn nữa lại là chi phí chiếm tỉ lệ đáng kể. Mục tiêu của doanh nghiệp là tối thiểu hoá chi phí, tối đa hoá lợi nhuận nhưng bên cạnh đó phải chú ý đến quyền lợi của người lao động. Do đó làm sao và làm cách nào để vừa đảm bảo quyền lợi của người lao động vừa đảm bảo quyền lợi của doanh nghiệp. Đó là vấn đề nan giải của mỗi doanh nghiệp. Vì vậy hạch toán tiền lương và các khoản trích theo lương không những có ý nghĩa phát huy tính tích cực, chủ động, sáng tạo của người lao động mà còn có ý nghĩa giúp các nhà quản lý sử dụng quỹ tiền lương có hiệu quả nhất tức là hợp lý hoá chi phí giúp doanh nghiệp làm ăn có lãi. Cung cấp thông tin đâỳ đủ chính xác về tiền lương của doanh nghiệp, để từ đó doanh nghiệp có những điều chỉnh kịp thời, hợp lý cho những kì doanh thu tiếp theo.
Tiền lương và các khoản trích theo lương sẽ là nguồn thu nhập chính, thường xuyên của người lao động, đảm bảo tái sản xuất và mở rộng sức lao động, kích thích lao động làm việc hiệu quả hoạt động sản xuất kinh doanh khi công tác hạch toán tiền lương và các khoản trích theo lương được hạch toán hợp lý công bằng chính xác.